# Premio John Wood Campbell Memorial
Il premio John Wood Campbell Memorial (John W. Campbell Memorial Award) è un premio letterario di fantascienza. È stato assegnato, quale riconoscimento al miglior romanzo pubblicato, a partire dal 1973 (con la sola eccezione del 1994). Diversamente dagli altri premi di fantascienza il vincitore viene determinato da una giuria. Il premio è dedicato all'autore e curatore editoriale di fantascienza John W. Campbell.
La cerimonia di premiazione a partire dal 1979 è sempre stata tenuta alla università del Kansas.
Tale premio non deve essere confuso con il Premio John Wood Campbell per il miglior nuovo scrittore che viene assegnato all'autore della migliore opera prima in un determinato anno. I due premi sono gestiti da due differenti organizzazioni e non sono collegati.

## Lista dei vincitori
- 1973: Oltre Apollo (Beyond Apollo) di Barry N. Malzberg
- 1974: Incontro con Rama (Rendezvous with Rama) di Arthur C. Clarke ex aequo Malevil di Robert Merle
- 1975: Scorrete lacrime, disse il poliziotto (Flow My Tears, The Policeman Said) di Philip K. Dick
- 1976: L'anno del sole quieto (The Year of the Quiet Sun) di Wilson Tucker
- 1977: Modificazione H. A. (The Alteration) di Kingsley Amis
- 1978: La porta dell'infinito (Gateway) di Frederik Pohl
- 1979: La saga di Gloriana (Gloriana or the Unfulfill'd Queen) di Michael Moorcock
- 1980: Le ali della mente (On Wings of Song) di Thomas Disch
- 1981: Timescape di Gregory Benford
- 1982: Riddley Walker di Russell Hoban
- 1983: La primavera di Helliconia (Helliconia Spring) di Brian Aldiss
- 1984: La cittadella dell'Autarca (The Citadel of the Autarch) di Gene Wolfe
- 1985: Gli anni della città (The Years of the City) di Frederik Pohl
- 1986: Il simbolo della rinascita (The Postman) di David Brin
- 1987: La difesa di Shora (A Door into Ocean) di Joan Slonczewski
- 1988: Il sogno di Lincoln (Lincoln's Dreams) di Connie Willis
- 1989: Isole nella Rete (Islands in the Net) di Bruce Sterling
- 1990: The Child Garden di Geoff Ryman
- 1991: Pacific Edge di Kim Stanley Robinson
- 1992: Una voce da Ganimede (Buddy Holly Is Alive and Well on Ganymede) di Bradley Denton
- 1993: Brother to Dragons di Charles Sheffield
- 1994: non assegnato
- 1995: Permutation City di Greg Egan
- 1996: L'incognita tempo (The Time Ships) di Stephen Baxter
- 1997: Fairyland di Paul J. McAuley
- 1998: Pace eterna (Forever Peace) di Joe Haldeman
- 1999: Brute Orbits di George Zebrowski
- 2000: Quando la luce tornerà (A Deepness in the Sky) di Vernor Vinge
- 2001: Genesis di Poul Anderson
- 2002: Terraforming Earth di Jack Williamson ex aequo con I Cronoliti (The Chronoliths) di Robert Charles Wilson
- 2003: Porta sullo spazio (Probability Spaces) di Nancy Kress
- 2004: Omega di Jack McDevitt
- 2005: Business (Market Forces) di Richard Morgan
- 2006: Mindscan di Robert J. Sawyer
- 2007: Titan di Ben Bova
- 2008: In War Times di Kathleen Ann Goonan
- 2009: Song of Time di Ian MacLeod ex aequo Little Brother di Cory Doctorow
- 2010: The Windup Girl di Paolo Bacigalupi
- 2011: The Dervish House di Ian McDonald
- 2012: The Islanders di Christopher Priest ex aequo The Highest Frontier di Joan Slonczewski
- 2013: Jack Glass: The Story of a Murderer di Adam Roberts
- 2014: Strange Bodies di Marcel Theroux
- 2015: Le prime quindici vite di Harry August (The First Fifteen Lives of Harry August) di Claire North
- 2016: Radiomen di Eleanor Lerman
- 2017: Central Station di Lavie Tidhar
- 2018: The Genius Plague di David Walton
- 2019: Blackfish City di Sam J. Miller